# Chorebus flavipes
Chorebus flavipes är en stekelart som först beskrevs av Goureau 1851.  Chorebus flavipes ingår i släktet Chorebus och familjen bracksteklar. Inga underarter finns listade i Catalogue of Life.